# لک (آوج)
لک روستایی از توابع بخش مرکزی شهرستان آوج در استان قزوین ایران است.

## جمعیت
این روستا در دهستان حصار ولیعصر قرار دارد و براساس سرشماری مرکز آمار ایران در سال ۱۳۸۵، جمعیت آن ۶۵۴ نفر (۱۳۶خانوار) بوده‌است.